# Riblja Čorba
Riblja Čorba est un groupe de musique rock originaire de Serbie et fondé en 1978, actuellement en activité.

## Discographie

### Albums studio
- Kost u grlu (PGP RTB, 1979)
- Pokvarena mašta i prljave strasti (PGP RTB, 1981)
- Mrtva priroda (PGP RTB, 1981.)
- Buvlja pijaca (PGP RTB, 1982.)
- Večeras vas zabavljaju muzičari koji piju (Jugoton, 1984.)
- Istina (PGP RTB, 1985.)
- Osmi nervni slom (PGP RTB, 1986.)
- Ujed za dušu (PGP RTB, 1987.)
- Priča o ljubavi obično ugnjavi (PGP RTB, 1988.)
- Koza nostra (PGP RTB, 1990.)
- Labudova pesma (Samy, 1992.)
- Zbogom Srbijo (WIT, 1993.)
- Ostalo je ćutanje (WIT, 1996.)
- Nojeva barka (Hi-Fi Centar 1999.)
- Pišanje uz vetar (Hi-Fi Centar 2001.)
- Ovde (Hi-Fi Centar 2003.)

### Albums live
- U ime naroda (PGP RTB, 1982.)
- Beograd, uživo `97-1 i 2 (Hi Fi Centar, 1997.)

### Compilations
- Riblja Čorba 10 (PGP RTB, 1988.)
- Treći srpski ustanak (Cobra Records, 1997.)

### Lien et document externe
- Site officiel du groupe